# Путилин, Гавриил Григорьевич
Гавриил Григорьевич Путилин (25 марта 1908, село Мервино, СССР — 15 июня 1970, Москва, СССР) — советский футболист.

## Карьера
Воспитанник дворового футбола. За свою карьеру выступал в московских командах «Дукат», «Пищевики» и «Сталинец».
По завершении карьеры игрока занимался тренерской деятельностью. Начальник ЦФШ «Спартак» Москва (1935), тренер «Снайпера» Москва (июль 1937 — ноябрь 1939, март — октябрь 1941), главный тренер «Металлурга» Москва (февраль — декабрь 1940), тренер МВО Москва (1947), преподаватель ГЦОЛИФК (декабрь 1947 — март 1949), тлавный тренер «Нефтяника» Баку (март — август 1949), главный тренер «Локомотива» Харьков (ноябрь 1949 — январь 1951), главный тренер команды завода «Красный Пролетарий» Москва (апрель 1951 — январь 1953), тренер команды завода № 23 Москва (август 1953 — январь 1954), государственный тренер Всесоюзного Комитета по физкультуре и спорту (апрель 1954 — март 1959), главный тренер юношеской сб. СССР (1958), старший тренер сб. РСФСР (июль 1959 — июль 1963), старший тренер команды завода «Динамо» Москва (1965).